# Колкамис
Колками́с (каз. Қолқамыс) — село у складі Джангельдинського району Костанайської області Казахстану. Входить до складу Албарбогетського сільського округу.
Населення — 207 осіб (2021; 180 у 2009, 186 у 1999, 290 у 1989).